# HMS Crescent
HMS Crescent var en britisk fregat med 36 kanoner, der blev søsat i 1784. Mest berømmet var HMS Crescent for sin træfning med det franske krigsskib La Réunion i år 1793. Om natten mellem den 5. og 6. december 1808 forliste HMS Crescent på grund af snetykning ud for kysten ved Mårup Kirke. Da skibet sank, omkom mere end 200 søfolk. Sidenhen blev HMS Crescents anker bjerget. Ankeret, samt to mindesten, står ved Mårup Kirke, hvor de markerer forliset.

## Aktive år
Under de franske revolutionskrige var HMS Crescent en del af den britiske kanalflåde mellem 1793 og 1796. I den forbindelse bestod skibets hovedopgave i at beskytte engelske handelsskibe i den engelske Kanal. Efterfølgende virkede skibet i såvel det øst- som det vestindiske øhav, men vendte tilbage til Storbritannien i februar 1806. I november 1808 stævnede HMS Crescent ud fra Yarmouth i det vestlige England med proviant til den britiske orlogsflåde, der patruljerede i Østersøen. Under rejsen forliste fregatten på den vendsysselske vestkyst.

### Træfning medLa Réunion
I oktober 1793, mens HMS Crescent var en del af den britiske kanalflåde i den engelske kanal, indløb der rapporter om, at en fransk fregat fra Cherbourg havn erobrede britiske handelsskibe. Under ledelse af kaptajn James Saumarez fandt HMS Crescent den franske fregat, La Réunion, ved daggry den 20. oktober ud for Kap Barfleur øst for Cherbourg. Efter en nærkamp i to timer og ti minutter strøg La Réunion flaget. Mens tabene på La Reunion skulle have været store, mistede ingen britiske sømænd på HMS Crescent livet. Træfningen bevirkede, at Saumarez høstede stor anerkendelse.

## Forlis
Den 29. november 1808 sejlede HMS Crescent fra Yarmouth mod Göteborg med forsyninger til den britiske orlogsflåde. Trods stormvejr fortsatte fregatten på sin kurs indtil den 5. december, hvor den drev ind på lavere vand langs den vendsysselske vestkyst. Om aftenen gik det galt, da skibet gik på grund. Grundet høj vandstand kunne skibet ikke bringes flot, så efter at have brugt mere end fjorten timer på at forsøge at trække fregatten fri, beordrede kaptajn John Temple, at HMS Crescent skulle rømmes. Omtrent 20 søfolk drev i land ved Lønstrup på en tømmerflåde, men Temple og mere end 200 sømænd gik ned med HMS Crescent.
I lokalområdet fandt en række auktioner sted kort efter forliset, hvor vrag- og drivgods - hovedsageligt tovværk, mønter og kobberbolte - fra HMS Crescent blev forhandlet. Tillige florerede der længe sagn i de små fiskerlandsbyer om, at store rigdomme var gået ned med HMS Crescent.

### Bjergning
Vraget fra HMS Crescent blev tilsandet, men kom dog til syne igen i 1872. I den forbindelse blev der foretaget en bjergning i august 1872. I 1939 bjergedes HMS Crescents anker, der blev opstillet som et offentligt minde for lokalbefolkningen og de besøgende om forliset på Mårup kirkegård. I 1980 bjergedes en del vraggods, der er udstillet på Nordjyllands Kystmuseums søfartsudstilling på Bangsbo Hovedgård i Frederikshavn.

## Mindesmærker og mindehøjtideligheder
I 1895 opsatte det britiske Admiralitet en mindetavle i Mårup Kirke til minde om de omkomne sømænd fra HMS Crescent og de to større linjeskibe St. George og Defence, der var forlist vest for Lemvig på juleaften 1811. Mindetavlen blev imidlertid flyttet til Lønstrup Kirke i 1928, hvor den kan findes på tårnrummets nordvæg. Ydermere skænkede Historisk Samfund en sten til minde over sømændene i 1935. Efter bjergningen af ankeret i 1939 blev dette placeret ved Mårup Kirkes vestgavl. Her lod Carl Peter Amandus Jensen, der havde betalt for ankerets opstilling, endnu en mindesten rejse.
I forlængelse af nedtagningen af Mårup kirke i 2008 blev HMS Crescents anker flyttet væk fra Mårup kirkes vestgavl. I dag står ankeret, Historisk Samfunds mindesten og Amandus Jensens mindesten side om side på Mårup kirkegård.
Den 5. december 1958 blev der afholdt en mindehøjtidelighed for HMS Crescents forlis i Mårup kirke. Omend kirken havde været taget ud af brug siden 1928, dannede den for en aften ramme om markeringen. Mindehøjtideligheden var velbesøgt - blandt andre deltog den britiske flådeattaché. Igen i 2008 blev der afholdt en mindehøjtidelighed for forliset.
- The Crescents anker ved Mårup Kirke 2004
- Amandus Jensens mindesten ved ankeret